# عبدالعال راشد
عبدالعال راشد (انگلیسی: Abdel Aaal Rashed؛ زادهٔ ۲۷ دسامبر ۱۹۲۷) کشتی‌گیر اهل مصر بود.
از افتخارات وی میتوان به کسب مدال برنز در بازی‌های المپیک تابستانی ۱۹۵۲ اشاره کرد.